# Mihály Bozsi
Mihály Bozsi (Budapest, 2 marzo 1911 – Budapest, 5 maggio 1984) è stato un pallanuotista ungherese, vincitore di due medaglie d'oro alle olimpiadi di Los Angeles 1932 e di Berlino 1936.